# Friends on Mushrooms
Albums de Infected Mushroom
Army of Mushrooms
(2012) Converting Vegetarians II
(2015)
Friends on Mushrooms (Deluxe Edition) est le neuvième album du groupe Infected Mushroom, sorti le 6 janvier 2015.

Il est la compilation des 3 singles Friends on Mushrooms Vol.1, Friends on Mushrooms Vol.2 et Friends on Mushrooms Vol.3, avec 4 nouveaux titres

## Titres
1. KafKaf – 5:48
2. Bass Nipple – 4:55
3. Savant on Mushrooms (feat. Savant) – 6:19
4. Kipod – 7:01
5. Kazabubu – 6:25
6. Now is Gold (feat. Kelsey Karter) – 5:54
7. Rise Up (feat. Savant) – 5:30
8. Mambacore – 4:20
9. Where Do I Belong – 3:27
10. Astrix On Mushrooms (feat. Astrix) – 9:57
11. Who Is There – 4:05
12. Bark – 4:10
13. Trance Party – 7:42
14. See Me Now – 5:21
15. The French – 6:56
16. Kipod (RIOT Remix) – 5:48